# Luftfahrtmagazin
Luftfahrtmagazin.de ist ein deutschsprachiges Online-Nachrichtenportal mit Sitz in München, das sich auf die Bereiche Luftfahrt und Raumfahrt spezialisiert hat.

## Inhalt und Leser
Mit einem Fokus auf neue Technologien und Trends richtet sich Luftfahrtmagazin.de sowohl an Privat- und Berufspiloten als auch an allgemein fluginteressierte Leser.
Das Magazin bietet täglich aktuelle Berichterstattung zu Themen wie Luftfahrtpolitik, Technik, Avionik, Wirtschaft, Flugsicherheit, Raumfahrt, Luftrettung und Luftsport. Es werden sowohl nationale als auch internationale Entwicklungen abgedeckt, einschließlich neuer Flugverbindungen, technischer Innovationen und sicherheitsrelevanter Ereignisse.
Das Magazin ist ein Produkt des Volksmedien Verlags und redaktionell unabhängig.

## Redakteure
- Christian Lechner (Herausgeber und Chefredakteur)
- Thomas Zimmermann (Redaktionsleitung)
- Nils Sörensen (Ressort „Aviation“)
- Gerhard Stein (Ressort „Flugsicherheit“)
- Luca Best (Ressort „Raumfahrt und Technik“)
- Jan Fischer (Ressort „Events und Termine“)
- Nikola Hipke (Ressort „Fotos“)